# フランツ・ヴァスナー
フランツ・マティアス・ヴァスナー（Franz Mathias Wasner、1905年12月28日 - 1992年6月21日）は、オーストリアのカトリック司祭、宣教師である。トラップ・ファミリー合唱団の歌唱指導、指揮を行ったことで知られる。トラップ一家の物語を脚色したミュージカル作品『サウンド・オブ・ミュージック』やその映画化作品におけるマックス・デトワイラーに相当する。

## 生涯
ヴァスナーは1905年12月28日にオーバーエスターライヒ州マッティヒホーフェン近郊の小さな町であるフェルトキルヒェン・バイ・マッティッヒオーフェンで生まれた。インスブルック大学を卒業後、司祭に叙任され、チロル州の農村マイヤーホーフェンで1年間奉仕した。ローマで教会法を学び、1934年に卒業した。
ヴァスナーはザルツブルクに戻り、ゲオルク・フォン・トラップと親しい友人になった。ローマで教会音楽も学んでいたヴァスナーは、ゲオルクの子供たちやゲオルクの後妻のマリア・フォン・トラップに合唱の指導を行った。これが好評となり歌を各地で披露するようになると、ヴァスナーはコンサートツアーにディレクター兼指揮者として同行するようになった。また、インゲボルク・バッハマン、クリスティアン・モルゲンシュテルン、ゲオルク・トラークルなどの詩に曲をつけて60曲以上の歌曲やいくつかのミサ曲を作曲した。1939年、トラップ一家がアメリカに亡命する際には、ヴァスナーも同行している。
1956年にトラップ・ファミリー合唱団の活動が終了した後、1958年にヴァスナーは宣教師としてフィジーに派遣され、1966年までここで宣教活動を行った。フィジー滞在中、フランス人画家ジャン・シャルロに、教会の壁画の製作を依頼した。
1967年にローマのサンタマリア・デッラニマ・チュートン研究所の所長に任命され、1981年まで務めた。
1992年6月21日にザルツブルクで死去した。